# Арвід Ґенетц
Арвід Оскар Ґустав Ґенетц (фін. Arvid Oskar Gustaf Genetz) (* 1 липня 1848, Імпілагті, Фінляндія — † 3 травня 1915, Гельсінкі) — фінський поет, фольклорист і політик. Сенатор парламенту Великого князівства Фінляндії. Засновник карельського, східно-саамського та комі-язьвинського мовознавства. Один зі збирачів карельських рун калевальського циклу.

## Родина
Був одружений з Еван Арппе, з якою мав шестеро дітей. Відомий композитор Еміль Ґенетц — рідний брат Арвіда.

## Політична та наукова діяльність
Один з авторитетних сенаторів Великого князівства Фінляндського. Здійснив низку мовознавчих експедицій до Північної Карелії та Вепсляндії, на основі яких видав три мовознавчі монографії, які стали основою карелознавства.
1878 — видає переклад Євангелія від Матвія східно-саамською мовою.
1889 — організовує першу експедицію до Великої Пермі, де збирає та систематизує «східно-пермську мову», яка відома науці як комі-язвинська мова.
1897 — видає німецькою мовою словник діалектів комі-язьвинської мови «Ost-permische sprachstudien», де також містяться казки і тексти пісень.
2004 — у Комі побувала онука сенатора Ґ. — Кірстті Топпарі, яка відвідала місця експедицій діда: Кудимкар, Перм та Красновішерський р-н Російської Федерації.

## Твори

### Вірші
- Muistoja ja toiveita ystäville jouluksi (Weilin & Göös 1889)
- Muutamia Arvi Jänneksen runoja (Kansanvalistus-seura 1892)
- Toukokuun-lauluja (KS 1897)

### Наукові праці
- Ensi tavuun vokaalit suomen, lapin ja mordvan kaksi- ja useampitavuisissa sanoissa (SKS 1896)
- Kertomus Suojärven pitäjäästä ja matkustuksistani siellä v. 1867 (Suomi-kirjassa; SKS 1870)
- Kielellisiä muistoonpanoja Kaakkois-Karjalasta (nimellä Arvi Jännes; SKS 1889)
- Kuollan Lapin murteiden sanakirja ynnä kielennäytteitä (Finska Vetenskaps-Societeten 1891)
- Lyhyt Kasan’in tatarin kielen kielioppi (1884)
- Lärobok i finska språkets grammatik (K. E. Holm 1882)
- Muistutuksia uuden raamatunsuomennoksen kielestä (nimellä Arvi Jännes; WSOY 1887)
- Neuvoja Suomen kielen opettajille (nimellä Arvi Jännes; Werner Söderström 1886)
- Ost-permische Sprachstudien (Finsk-ugriska sällsk. 1897)
- Ost-Tscheremissische Sprachstudien 1 (1889)
- Ruotsalais-suomalainen sanakirja (nimellä Arvi Jännes; WSOY 1887)
- Suomalais-ugrilainen đ ensimmäisen ja toisen tavuun vokaalien välissä (SKS 1896)
- Suomen kieli-oppi (Holm , 1881)
- Suomen kielioppi (nimellä Arvi Jännes; Werner Söderström 1886)
- Suomen partikkelimuodot (väitöskirja; Arvid Genetz 1890)
- Suru- ja muistojuhlassa maaliskuun 14 p:nä 1895 (Fr. ja P. 1895)
- Tutkimus Aunuksen kielestä (SKS 1884)
- Tutkimus Venäjän Karjalan kielestä (SKS 1881)
- Unkarin ensi tavuun vokaalien suhteet suomalais-lappalais-mordvalaisiin (SKS 1898)
- Versuch einer karelischen Lautlehre (J. C. Frenckell & Sohn , 1877)